# Camarillo
Camarillo es una ciudad en el condado de Ventura, en el estado de California (EE. UU). La población era 65.201 en el censo de 2010, frente a 57.084 en el censo 2000. Camarillo está cerca de las ciudades de Oxnard y Ventura. Camarillo contiene la Universidad Estatal de California, el Aeropuerto Camarillo. El alcalde se llama Jerry Bankston.
El Distrito Unido de Escuelas Preparatorias de Oxnard gestiona las escuelas preparatorias (high schools) públicas.